# Totolacatla
Totolacatla är en ort i Mexiko.   Den ligger i kommunen Zongolica och delstaten Veracruz, i den sydöstra delen av landet, 240 km öster om huvudstaden Mexico City. Totolacatla ligger 959 meter över havet och antalet invånare är 367.
Terrängen runt Totolacatla är kuperad västerut, men österut är den bergig. Terrängen runt Totolacatla sluttar österut. Runt Totolacatla är det ganska tätbefolkat, med 222 invånare per kvadratkilometer. Närmaste större samhälle är Córdoba, 19,0 km norr om Totolacatla. I omgivningarna runt Totolacatla växer i huvudsak städsegrön lövskog.